# João Carqueijeiro
Pour les articles homonymes, voir Carqueijeiro.
 (novembre 2012).
João Edmundo Lemos Carqueijeiro (Lobito, Angola, né le 25 février 1954), est un artiste contemporain portugais en art plastique.

## Œuvres sélectionnées

### Sculptures (sérieÁrvores)

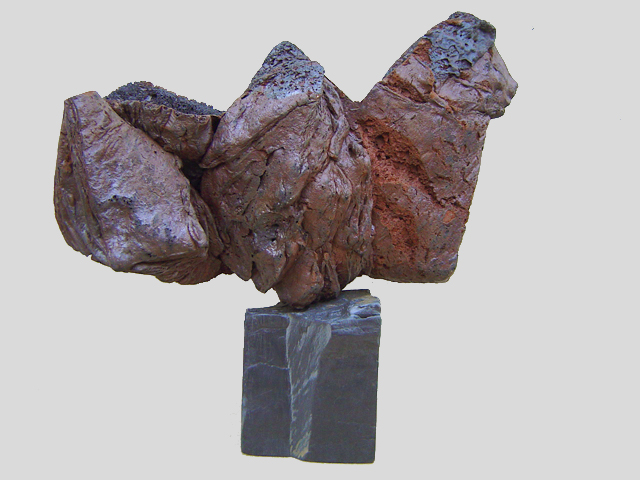
(sem titulo)
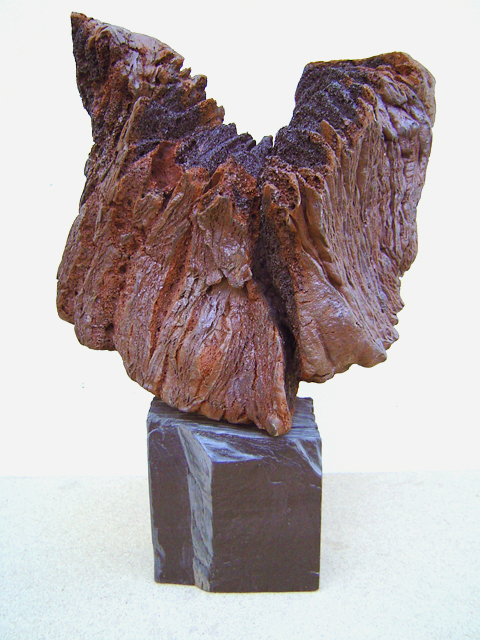
(sem titulo) Dimensões (cm): 50x37x22
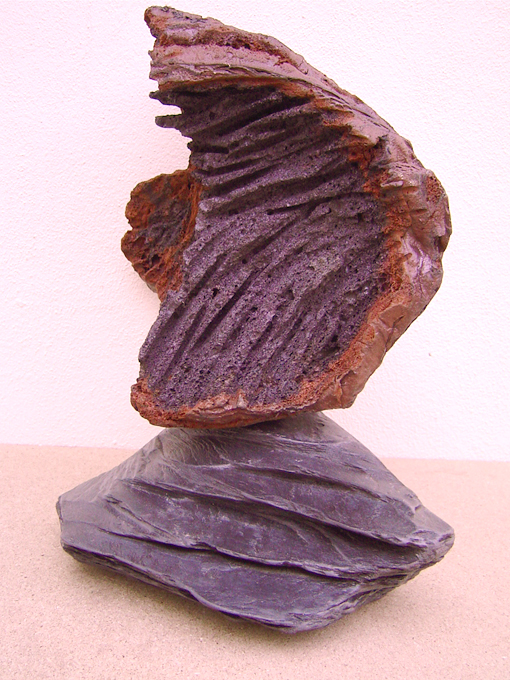
(sem titulo)
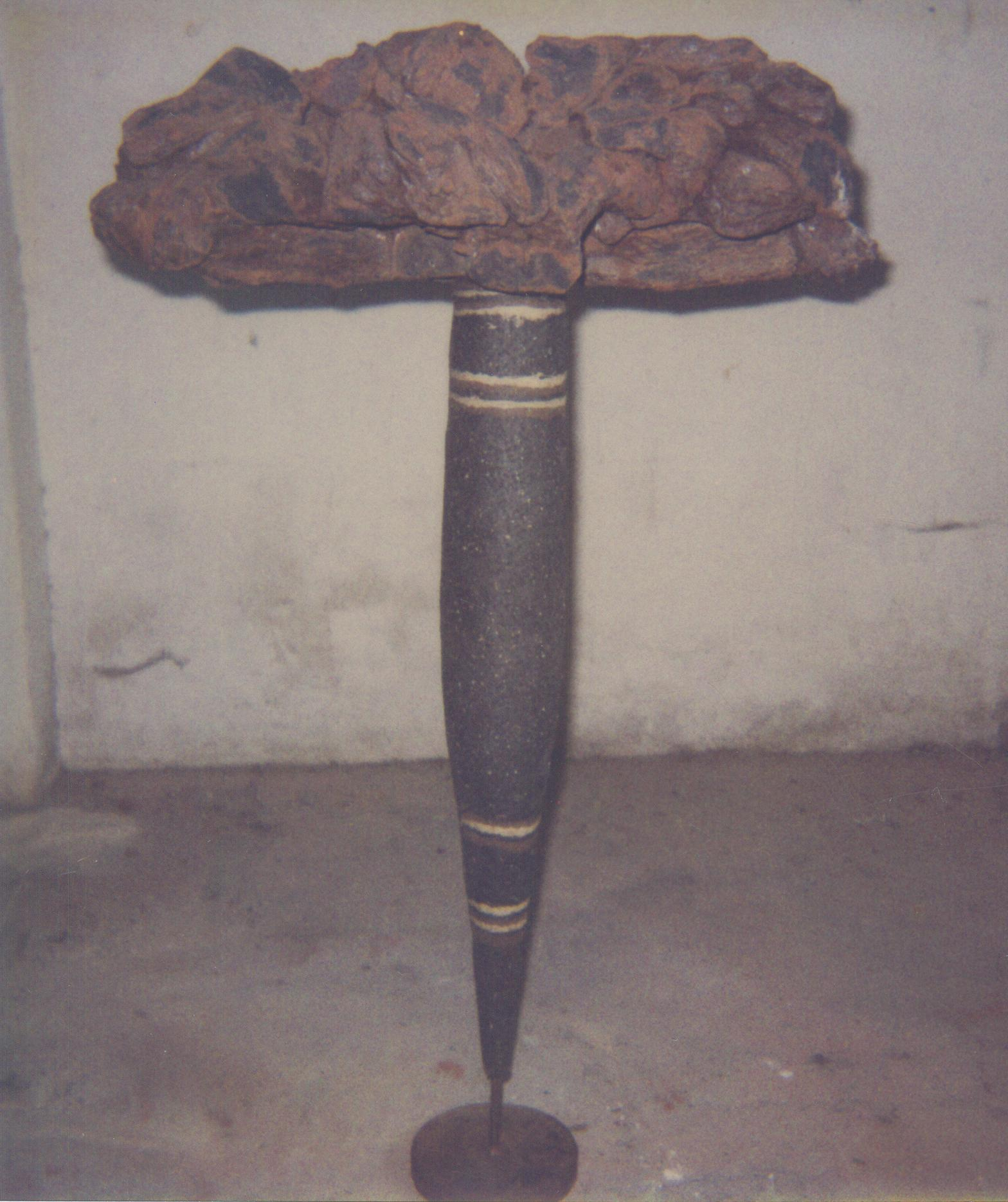
(sem titulo)
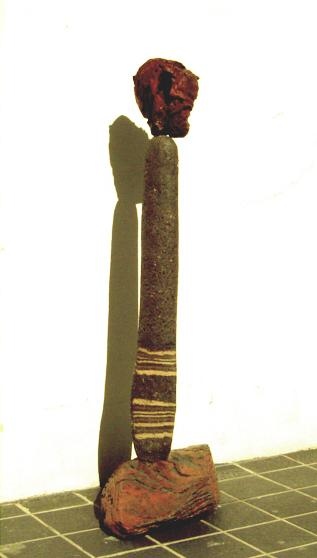
(sem titulo)
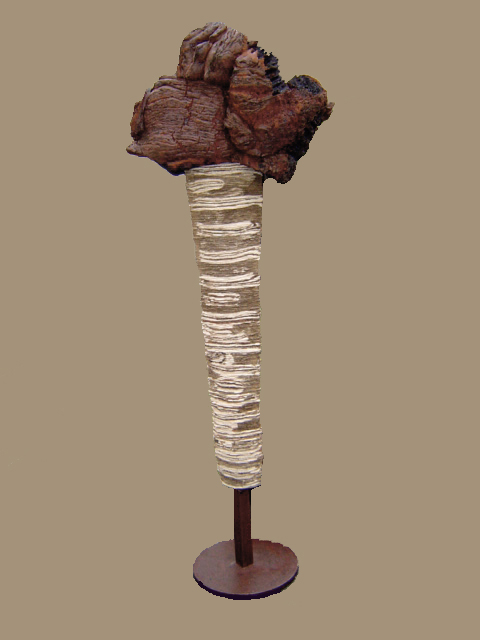
(sem titulo)
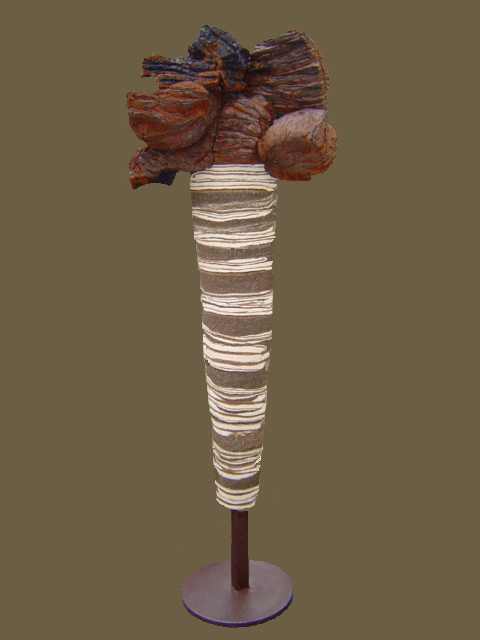
(sem titulo)
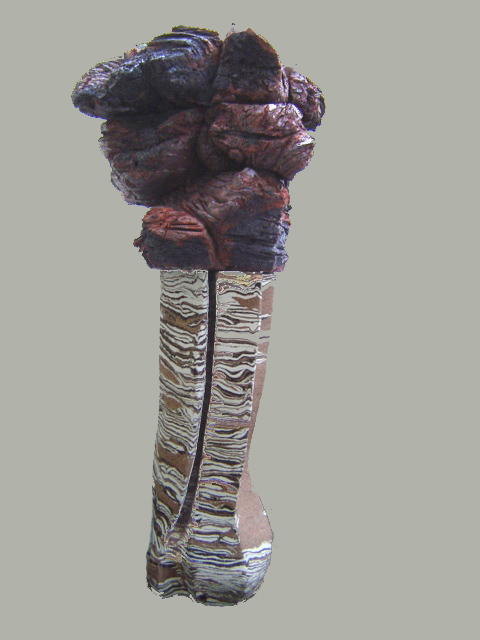
(sem titulo)

### Sculptures (mistura de pastas)

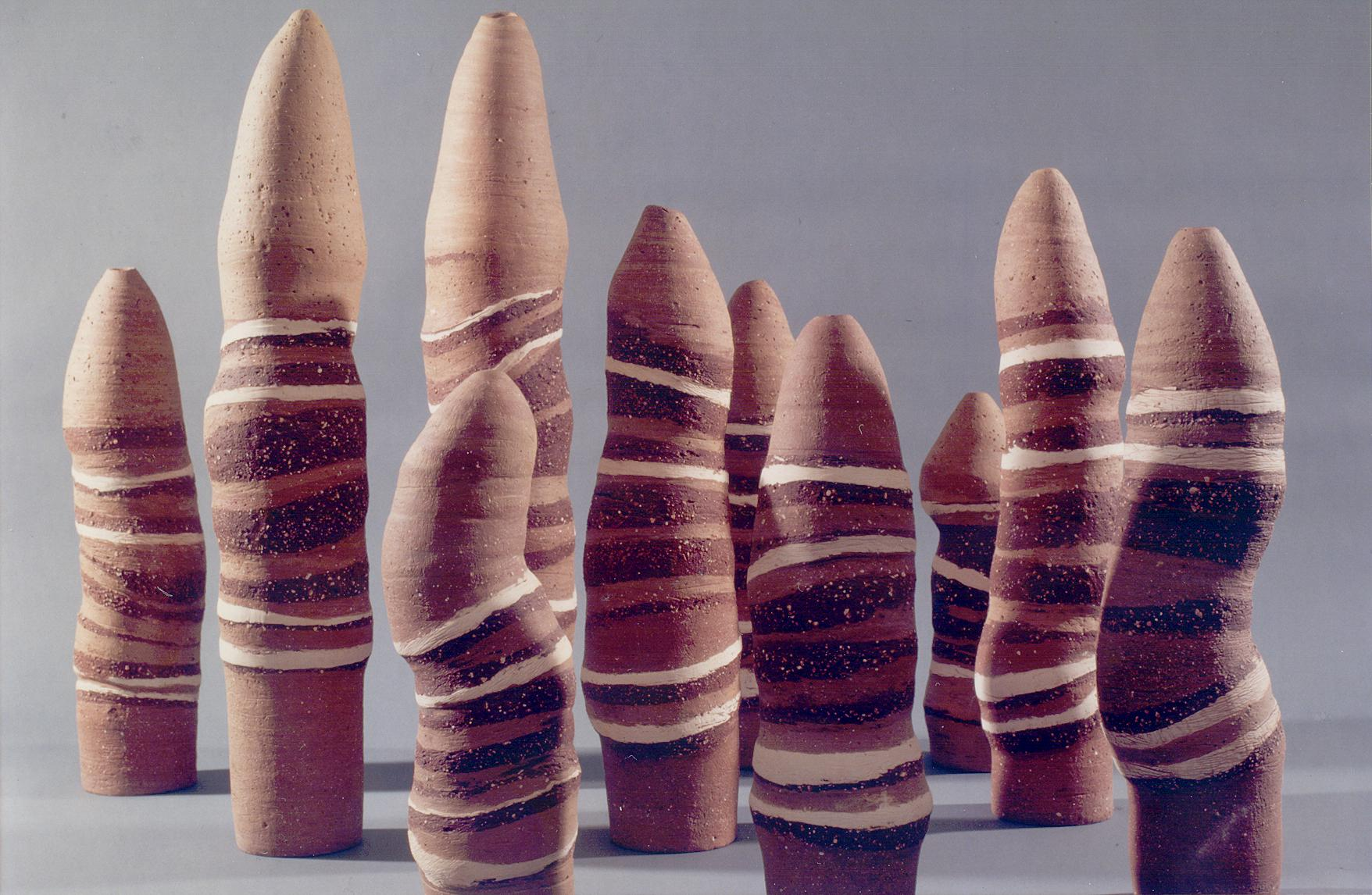
(sem titulo)
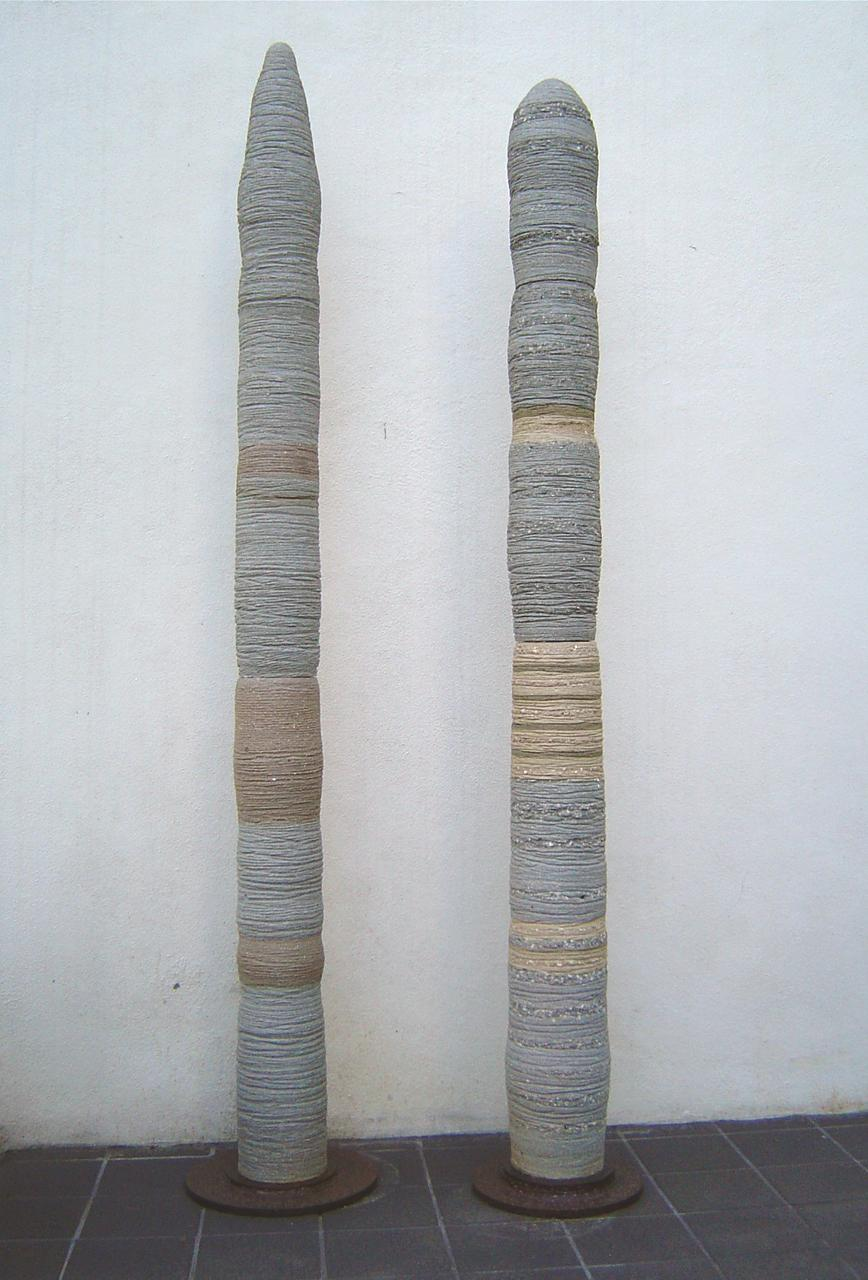
(sem titulo)
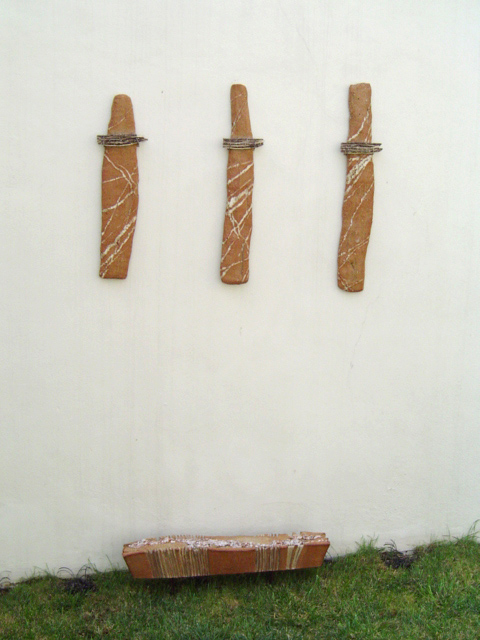
(sem titulo)
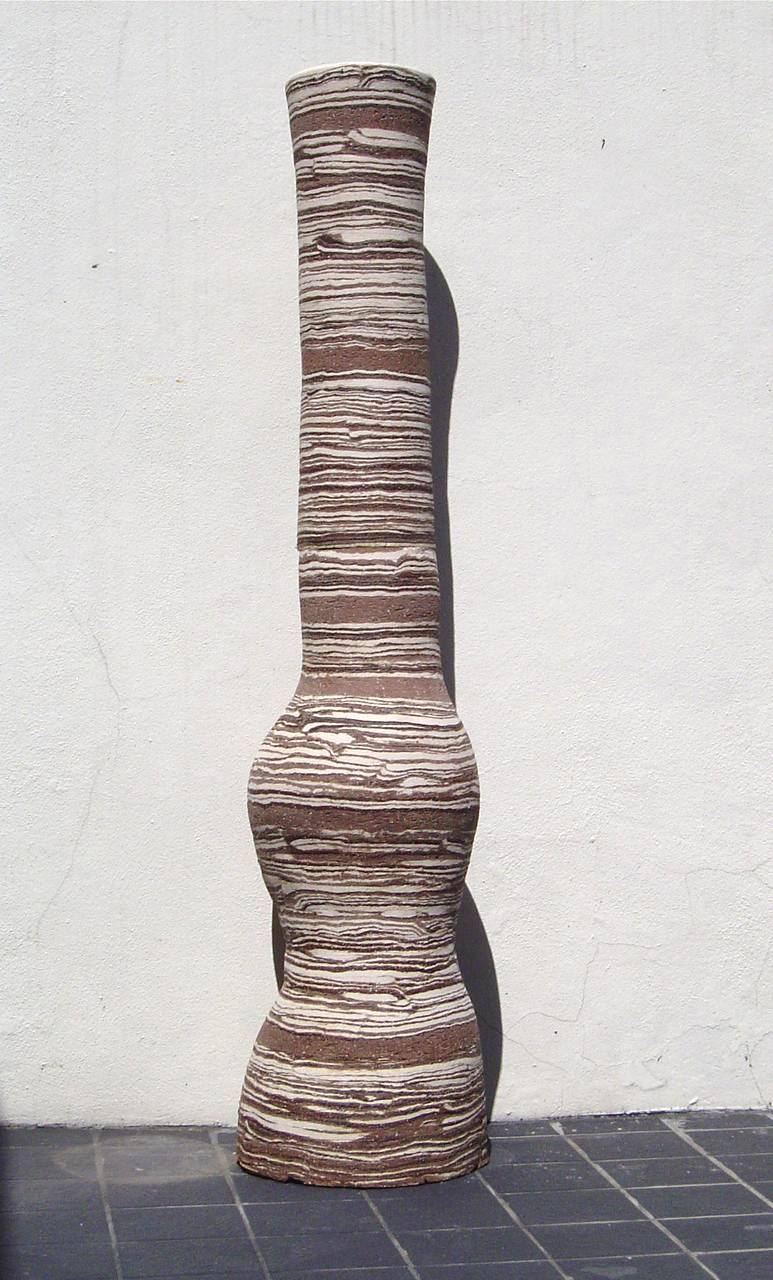
(sem titulo)

### Plats

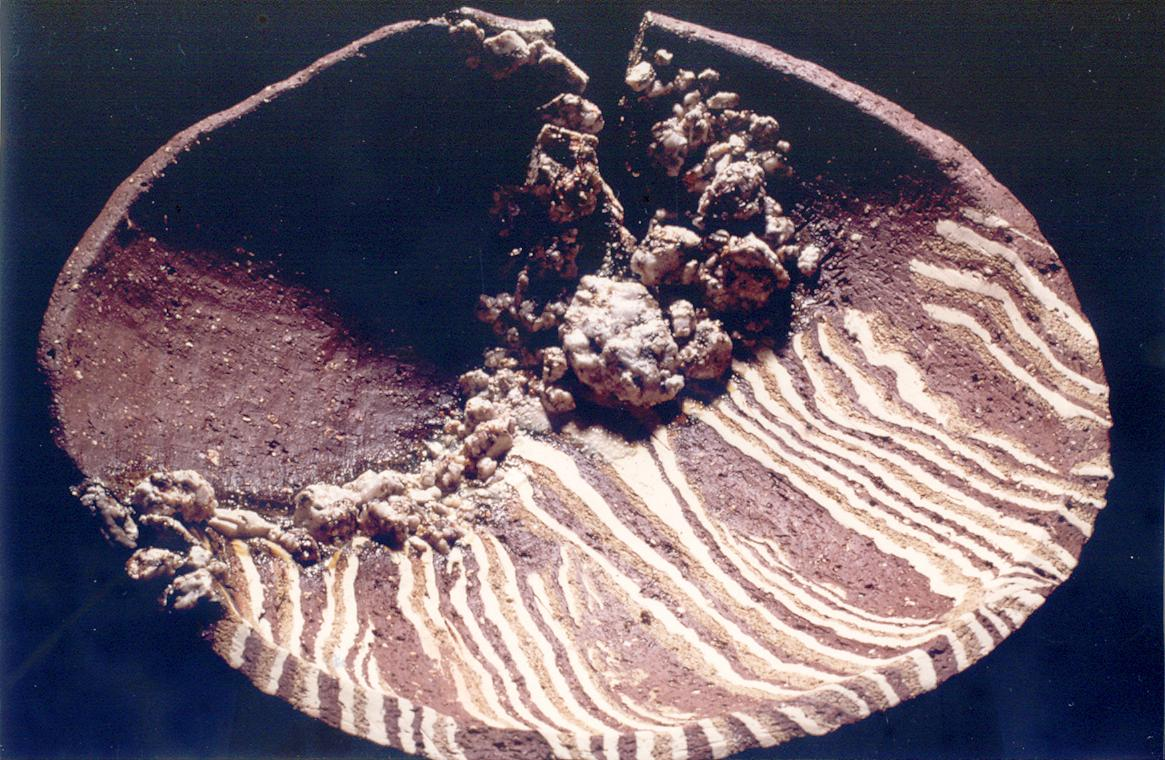
(sem titulo)
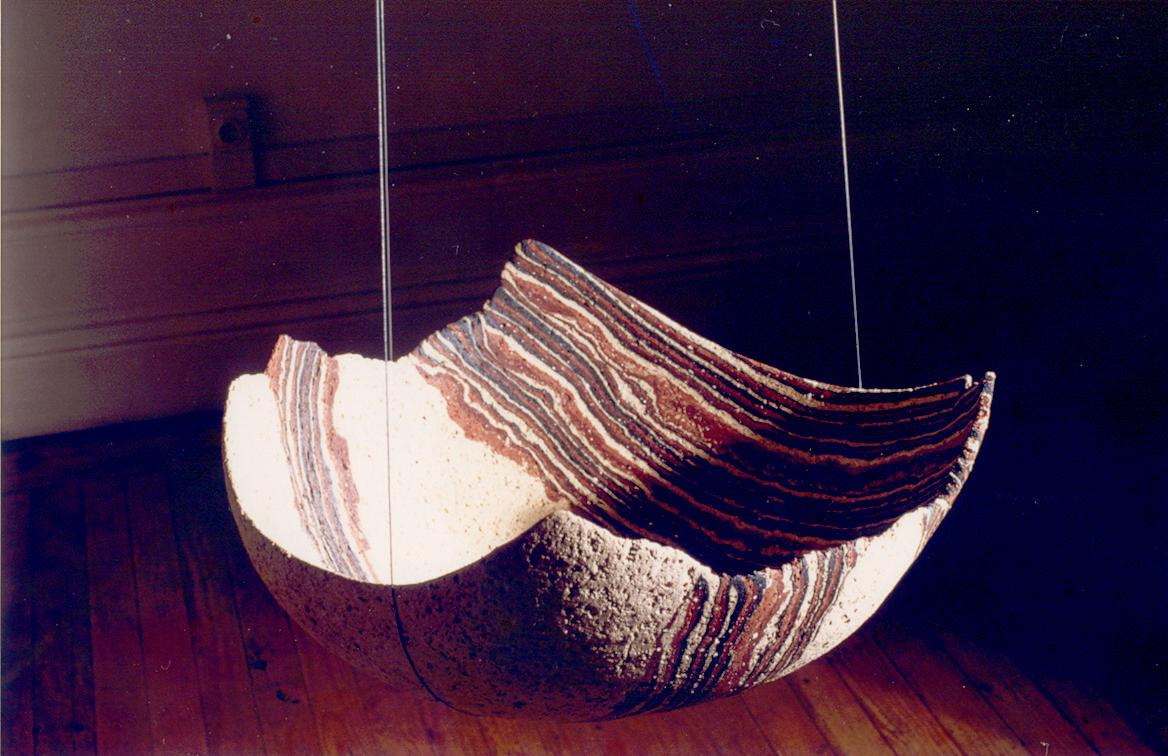
(sem titulo)
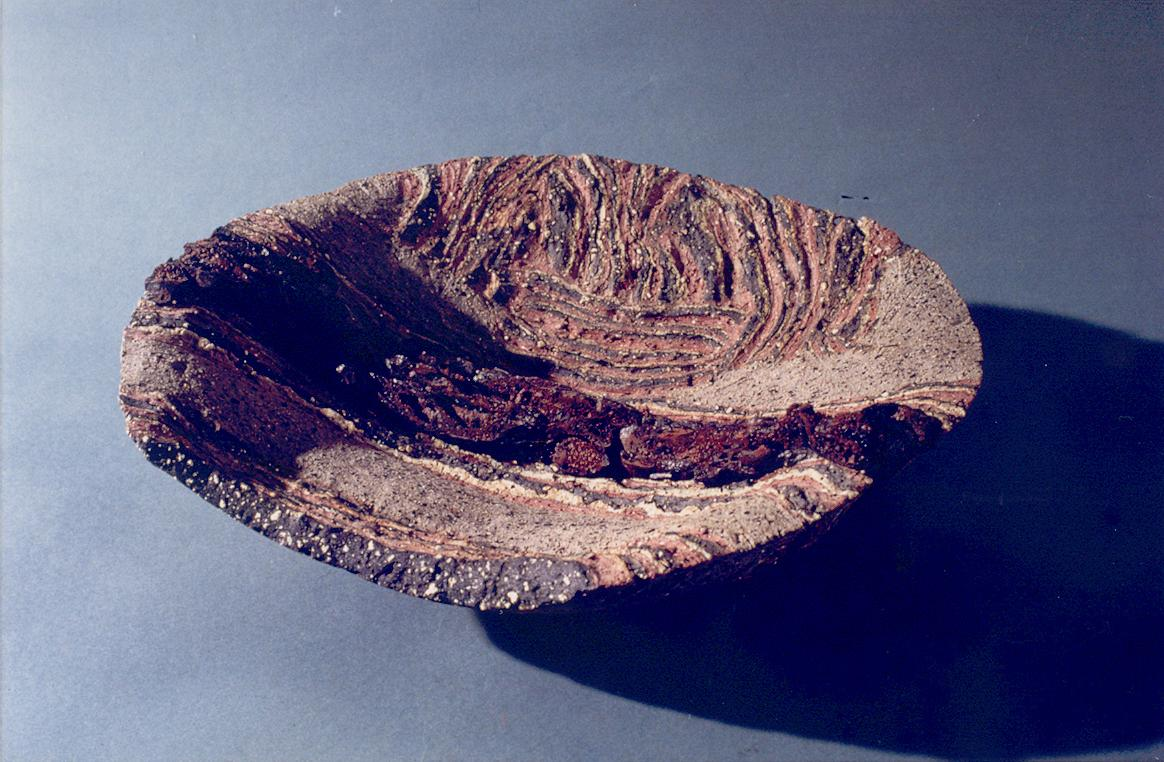
(sem titulo)
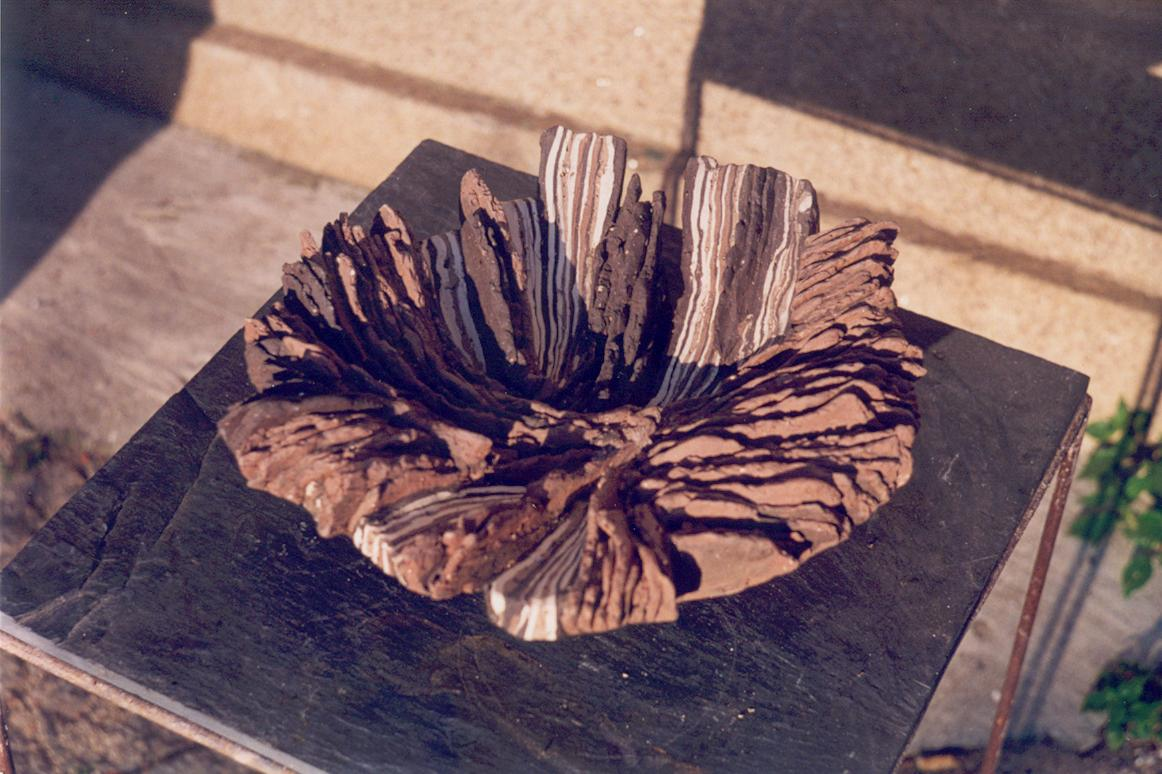
(sem titulo)